# Џ
Џ, џ (дже) — літера кириличних абеток сербської, македонської й абхазької мов. В сербській абетці 29-а, в македонській — 30-а. У абхазькій абетці є 10-ою буквою, тоді як 11-ою є диграф џь. У слов'янських мовах позначає африкат /ʤ/, в абхазькій мові — /ɖʐ/ або /dʐ/. В інших кириличних писемностях їй відповідають диграфи дж та чж, а також літери Җ, Ӂ та Ҷ.
Походить з румунської кирилиці (назва румунською — gea), де використовувалася з XV століття; ймовірно, була отримана шляхом модифікації літери Ч або ґотської 𐍁.
У сербській кирилиці трапляється (переважно в запозиченнях з турецької) з тим же значенням з XVII століття, але нерегулярно: принаймні, Вук Стефанович (Караджич) до першого варіанта реформованої сербської абетки літеру Џ не включив, замість неї вживався диграф чж: Боїачжиа, Карапанчжић (але про існування такої літери він знав). У пізнішому варіанті його абетки літера Џ (велика) розміщувалась повністю в рядку, але такий графічний варіант не прижився.

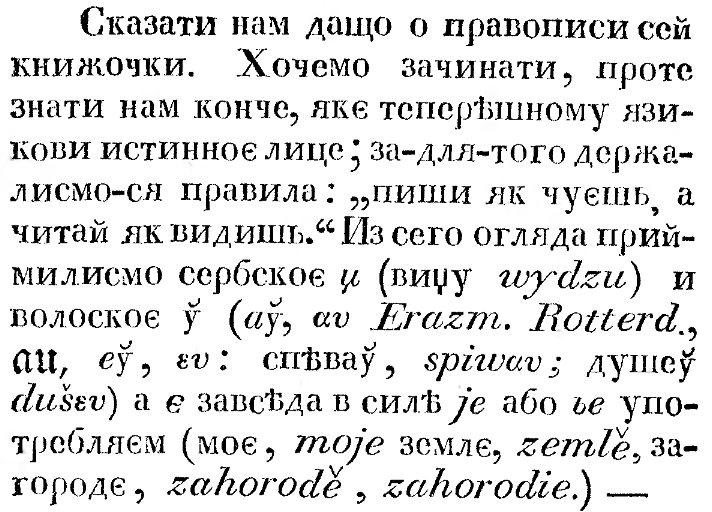
Џ у «Русалці Днѣстровій»

Літеру Џ намагались ввести в українську абетку: вона вживалась у надрукованому в 1837 році альманасі «Русалка Днѣстровая», але відповідна орфографічна система (правопис Шашкевича) не прижилась; у пізніших варіантах українського правопису літера Џ не використовувалась. У сучасній українській мові їй відповідає диграф дж.
В македонську абетку літеру Џ було введено 4 грудня 1944 року за результатом голосування членів «філологічної комісії зі встановлення македонської абетки й македонської літературної мови» (10 голосів «за», 1 «проти»); альтернативною пропозицією було використання диграфа дж за болгарським зразком.